# Nissan Cherry
O Datsun Cherry  é um modelo familiar compacto e foi o primeiro modelo da Nissan depois da fusão com a Prince Motor Company, com tração dianteira, teve quatro gerações durante o período de fabricação que foi de 1970 à 1986.
É atualmente um carro muito difícil de encontrar. 
Também é possível encontrá-lo no jogo eletrônico My Summer Car sendo retratado como "Satsuma AMP", onde o objetivo é a montagem do mesmo.

## Galeria
- Primeira geração (1970-1977)
- Segunda geração (1974-1978)
- Terceira geração (1978-1982)
- Quarta geração (1982-1986)